# Breizh Cola
Breizh Cola, "la cola brètone", è una delle nuove tipologie di alternative cola, o anche altercola, nate per competere con brand quali Coca-Cola e Pepsi Cola. Queste cola generalmente vengono prodotte in piccole quantità e sono disponibili in mercati ristretti di carattere locale.
Lancelot Brewery lanciò Breizh Cola nel 2002. Breizh Cola ha successo in quanto offre un particolare gusto al consumatore, rispetto alle bevande in commercio della stessa natura.